# Canal ionique

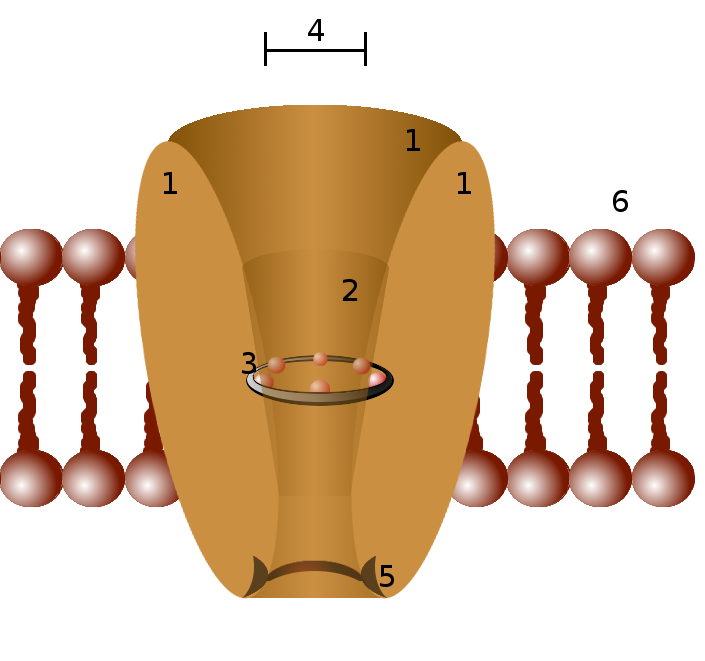
Schéma d'un canal ionique. 1 - canal avec sa paroi formée de plusieurs sous-unités protéiques, 2 - vestibule externe, 3 - filtre sélectif, 4 - diamètre du filtre, 5 - site de phosphorylation (éventuel), 6 - membrane plasmique.

Un canal ionique est une protéine membranaire qui permet le passage à grande vitesse d'un ou plusieurs ions. Il existe de nombreux types de canaux ioniques. Ils peuvent être sélectivement perméables à un ion tel que le sodium, le calcium, le potassium ou l'ion chlorure, ou bien à plusieurs ions à la fois. Les canaux ioniques sont présents dans la membrane de toutes les cellules. Ils ont un rôle central dans la physiologie des cellules excitables comme les neurones ou les cellules musculaires et cardiaques. Ils jouent aussi un rôle crucial dans la physiologie des reins.
Les canaux sont des facilitateurs de diffusion : ils n'influent pas sur le sens de passage des ions, uniquement dicté par la différence de potentiel électrochimique de l'ion considéré (résultant de la différence de concentration et du champ électrique). Un canal ne peut pas transporter un ion contre ce gradient. Ce rôle est tenu par des pompes membranaires, comme la pompe sodium-potassium, qui doivent utiliser de l'énergie à cette fin.
On distingue plusieurs types de canaux ioniques selon le stimulus gouvernant leur ouverture. Deux groupes sont majoritaires :
- tensiodépendants : leur ouverture dépend de la modification de la polarité membranaire (exemple : canaux à sodium mis en jeu pour la propagation d'un potentiel d'action) ;
- chimiodépendants : il s'agit de la classe des récepteurs ionotropes, dont les membres s'ouvrent en présence d'un ligand. Ces canaux participent à la construction de la synapse chimique.

Il existe des canaux activés par d'autres stimuli, tels que le froid, la chaleur, l'étirement de la membrane, le volume cellulaire…
Enfin, il faut signaler l'existence d'une classe particulière de canaux ioniques : les connexines des jonctions communicantes. Ces canaux font communiquer une cellule avec une autre, alors que les canaux ioniques classiques font communiquer la cellule avec son extérieur.

## Propriétés

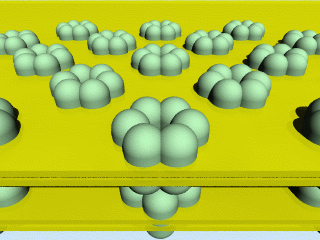
Reconstitution tridimensionnelle par ordinateur de l'aspect des jonctions communicantes (image de synthèse)

Les canaux constituent la famille de molécules de transporteurs transmembranaires la plus représentée dans la cellule. Le principe est simple, quand le canal est fermé, il est totalement étanche, quand il est ouvert, sa molécule spécifique le traverse selon son gradient électrochimique. Si ce gradient s'annule, le mouvement transmembranaire s'arrête, s'il s'inverse le mouvement s'inverse également. Les canaux ne peuvent en aucun cas effectuer des transports contre le gradient électrochimique et sont donc responsables de la diffusion facilitée. Ils ne font qu'accélérer un mouvement qui se produirait en leur absence mais à une vitesse beaucoup trop lente.
Les canaux sont très sélectifs de la molécule qui les traverse, bien que cette sélectivité soit variable selon la famille de canal. Le moins sélectif, comme le canal nicotinique impliqué dans la stimulation de la contraction musculaire, laisse passer tous les ions positifs monovalents. À l'autre bout de la chaîne, certains canaux, les plus nombreux, ne laissent passer qu'un seul ion ou molécule : calcium, sodium, chlore, eau (Aquaporine).
Toutefois, ce qui fait la grande diversité des canaux n'est pas tant les molécules qui les traversent que leurs modalités d'ouverture. Certains sont ouverts en permanence. D'autres s'ouvrent sous l'action d'une molécule ou d'un ion. D'autres, enfin, s'ouvrent sous une action mécanique, une variation de potentiel, une variation de température. La durée d'ouverture aussi varie. Les canaux peuvent rester ouverts tant que le stimulus est présent, d'autre se referment après quelques millisecondes et sont parfois suivis d'une période réfractaire pendant laquelle une nouvelle stimulation n'ouvrira pas le canal. Les canaux sont alors dits désensibilisés.
(Pour plus de détails, voir Biophysique des canaux ioniques).

## Rôles physiologiques
Les canaux sont impliqués dans de nombreux phénomènes cellulaires. Ils sont responsables d'une propriété universelle aux membranes cellulaires : l'existence d'un potentiel transmembranaire. Ils ne sont en général pas responsables de la régulation de la composition cellulaire. Ils participent aussi au phénomène d'excitabilité cellulaire. Les dépolarisations et mouvements ioniques qu'ils provoquent assurent des phénomènes tels que l'initiation et la propagation du potentiel d'action, la contraction cellulaire, la sensibilité de certains récepteurs sensoriels, mais aussi la sensibilité aux hormones et aux neurotransmetteurs. Ces rôles variés sont le résultat d'un nombre élevé de types de canaux. Pour le calcium, par exemple, il n'existe en effet pas un seul canal dans l'organisme, mais plus d'une dizaine se différenciant par leur mode d'ouverture, leur durée d'ouverture et leur régulation, et c'est le cas de tous les canaux. De fait, le blocage des canaux peut avoir des conséquences très graves pour l'organisme, et les toxines les plus mortelles agissent en général sur eux.

## Diversités moléculaires
Plusieurs familles de protéines, elles-mêmes codées par plusieurs familles de gènes, sont capables de former des canaux ioniques. Elles sont toutes caractérisées par plusieurs segments transmembranaires qui s'organisent en pore.
- Les protéines de la superfamille des canaux potassiques se composent de quatre domaines ou sous-unités de six segments transmembranaires. Chaque domaine possède de surcroît une région P, qui participe à la formation du pore. Le quatrième segment transmembranaire est responsable de la sensibilité au potentiel de membrane. Des domaines aux extrémités C-terminal ou N-terminal permettent la liaison et la modulation du canal par des composés intracellulaires.

## Dans les beaux-arts

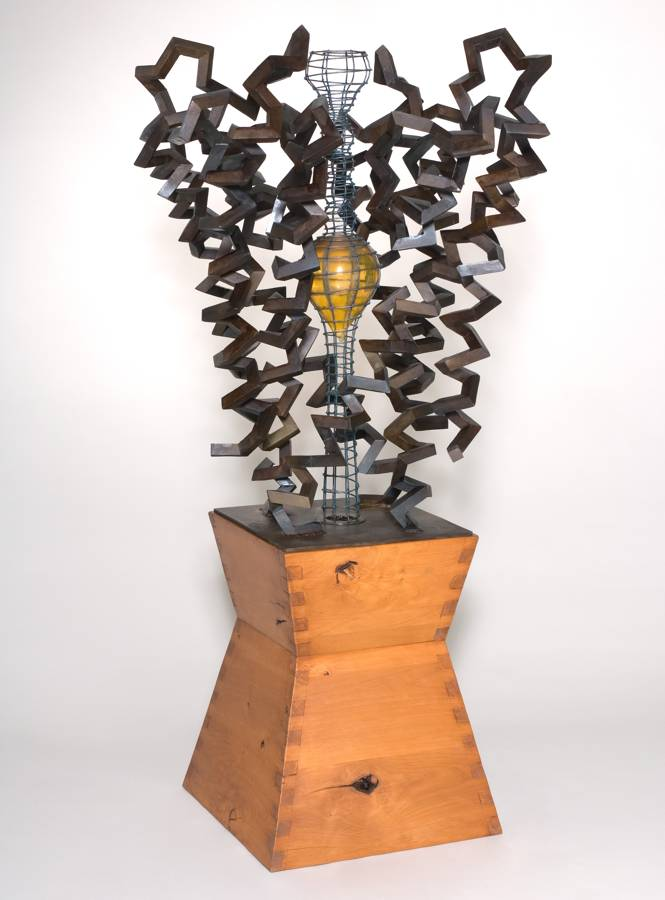
Birth of an Idea (2007) de Julian Voss-Andreae. Cette sculpture a été commandée par Roderick MacKinnon. Elle repose sur les coordonnées atomiques de la molécule qui ont été déterminées par son groupe de recherche en 2001.

Roderick MacKinnon a commandé Birth of an idea, une sculpture de 1,5 m de hauteur s’inspirant du canal potassique KcsA. L’œuvre se compose d’un objet en fil de fer représentant l’intérieur du canal associé à un objet en verre soufflé représentant la principale cavité de la structure du canal.